# Юри (жанр)

Shiroi Heya no Futari (1971) — самая первая манга в жанре юри

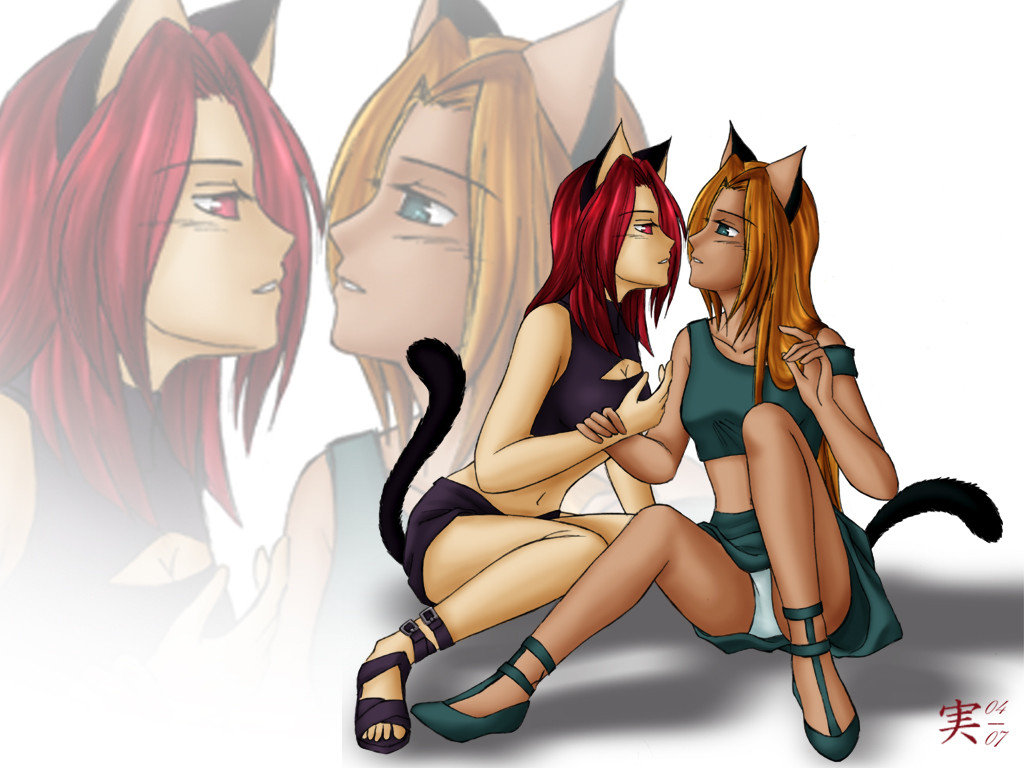
Изображение, сочетающее юри, нэко и демонстрацию панцу

Юри (яп. 百合, «лилия»), также сёдзё-ай (少女 сёдзё, девушка; 愛 ай, любовь) или GL (яп. ガールズラブ га:рудзу рабу, псевдоангл. Girls' Love — «любовь девочек») — жанр манги и аниме, изображающий женские гомосексуальные отношения. В ранней юри-манге (Shiroi Heya no Futari, Oniisama e…) откровенные эротические сцены отсутствовали.

## Этимология
«Юри» — слово японского происхождения. Разница между «юри» и «сёдзё-ай» варьируется и может стираться в зависимости от страны и её языка. Буквально слово «юри» переводится как «лилия», это довольно распространённое женское имя в Японии. В 1971 году Бунгаку Ито, редактор журнала Barazoku, называл лесбиянок «Юридзоку». Позже юрийные хентай-додзинки включили имя «Юри» и «Юрико». Таким образом, популярное мнение, что термин этот обязан своим появлением одноимённой героине манги и аниме Dirty Pair, является ошибочным. Первое появление пары Кей и Юри в манге относится лишь к 1979 году, в аниме — к 1985 году.
В Японии термин «юри» (яп. 百合) обычно используется для обозначения любых отношений между девочками, как сексуальных, так и романтических, или, возможно, одновременно. Термин «сёдзё-ай» в Японии излишен и не используется, в других странах он применяется для указания отсутствия лесбийских сексуальных отношений в произведении. В Интернете «сёдзё-ай» используется вместо «юри» ещё и потому, что поисковые машины выдают для второго слова слишком много постороннего материала.
Сексуальная идентификация в аниме и манге часто изображает не сексуальные предпочтения персонажа, а способы его взаимодействия с окружающими. Жанр сёдзё-ай в аниме и манге известен изображением бисексуальных персонажей без явно выраженной у них ориентации.

## История жанра
Первым автором жанра юри была Нобуко Ёсия, писавшая данные произведения в периоды Тайсё и Сёва двадцатого века. Больше всего Нобуко Ёсия работала в произведениях жанра эсу, который изображает любовную связь между девочкой из старшего класса и более младшей. Жанр эсу описывает характер романтических отношений между девушками, который обычно заканчивался обращением девушек к гетеросексуальности и материнству.
В 1970-х годах начали выходить произведения жанра сёдзё, благодаря которым появился жанр сёдзё-ай. Первой мангой жанра сёдзё-ай стала Shiroi Heya no Futari, нарисованная Ямагиси Рёко, рассказывающая о трагической истории любви, которая заканчивается смертью одной из главных героинь. Также в семидесятые годы в жанр сёдзё были добавлены такие термины, как транссексуальность и трансвестизм, изображающий женских персонажей с мужским характером, что вдохновляло многих женщин. Их примером являются произведения, созданные Риёко Икэда, такие как The Rose of Versailles, Oniisama e… и Claudine…!.

Пример юри, в манге Моринаги Милк Kuchibiru Tameiki Sakurairo, показывающий романтическую и физическую связь между девушками

В девяностые годы двадцатого века начали выпускать лайт-новеллы жанра сёдзё-ай. Большую популярность жанру принесли додзинси по произведеням «Сейлор Мун» и «Юная революционерка Утэна», в котором впервые были изображены лесбийские пары. Первой юри-работой для аудитории сёнэн стала работа Го Нагаи Devil Lady, имеющая более откровенный лесбийский характер.
В середине девяностых годов жанр юри стал более приемлемым для аудитории. В конце девяностых годов была выпущена серия новелл Maria-sama ga Miteru автора Оюки Конно, которая в 2004 получила большую популярность в жанре сёдзё-ай и эсу.
В 2000-х годах были выпущены первые юри-журналы Yuri Shimai и Comic Yuri Hime, содержащие мангу данного жанра. Также в основе с юри выпускались научная фантастика, меха и романтическая комедия. К числу произведений того времени относятся Aoi Hana, Blue Drop, Kannazuki no Miko, Kashimashi: Girl Meets Girl, Strawberry Panic!, Simoun, Hanjuku Joshi, «Подружки» и другие. Отаку юри мужского характера обычно относятся к моэ и бисёдзё.
В жанре юри работают такие мангаки, как Акико Морисима, Милк Моринага, Мияби Фудзиэба, Сидзуру Хаясия, Дзин Такэмия, Хадзимэ Микуни, Сунинта Аманэ.

## Издательство и распространение
Первым журналом, содержащий юри мангу, стал Yuri Shimai, выпускавшийся с июня 2003 года по ноябрь 2004 года, вышедший всего в пяти номерах. После прекращения издательства Yuri Shimai на свет появился журнал Comic Yuri Hime, издателем которого стала Ichijinsha. Первый номер журнала вышел в ноябре 2004 года. Многие авторы, работавшие в Yuri Shimai, выпускают свои работы в Comic Yuri Hime. С 18 июня 2007 года по сентябрь 2010 года выходил журнал Comic Yuri Hime S, предназначенный для аудитории сёнэн. Позже он был объединён с Comic Yuri Hime. Также во многих японских журналах иногда издают юри-произведения. Пример таких произведений: Shoujo Sect (Comic MegaStore), Shitsurakuen (Monthly Gangan Wing, затем Monthly Gangan Joker), Prism (Tsubomi) и многие другие.